# 水府庙水库
水府庙水库主体位于中国湖南省湘乡市，大坝位于双峰县境内，库尾回水到达娄底市娄星区。因大坝位于双峰县杏子铺镇溪口村，故又名溪口水库，属不完全年调节水库。以灌溉为主要功能。